# Buczyno-Mikosy
Buczyno-Mikosy – wieś w Polsce położona w województwie podlaskim, w powiecie wysokomazowieckim, w gminie Wysokie Mazowieckie.
W latach 1975–1998 miejscowość administracyjnie należała do województwa łomżyńskiego.
Wierni kościoła rzymskokatolickiego należą do parafii św. Jana Chrzciciela w Wysokiem Mazowieckiem.

## Historia wsi
W I Rzeczypospolitej miejscowość należała do ziemi bielskiej.
W roku 1827 liczyła 13 domów i 71 mieszkańców. Pod koniec wieku XIX wchodziła w skład tzw. okolicy szlacheckiej Buczyno w powiecie mazowieckim, gmina Wysokie, parafia Kulesze.
W roku 1921 Buczyno-Mikosze. We wsi naliczono 10 budynków z przeznaczeniem mieszkalnym oraz 57 mieszkańców (27 mężczyzn i 30 kobiet). Wszyscy zgłosili narodowość polską i wyznanie rzymskokatolickie.

## Obiekty zabytkowe
- cmentarz wojenny z I wojny światowej[10].